# Pfarrkirche Krenglbach

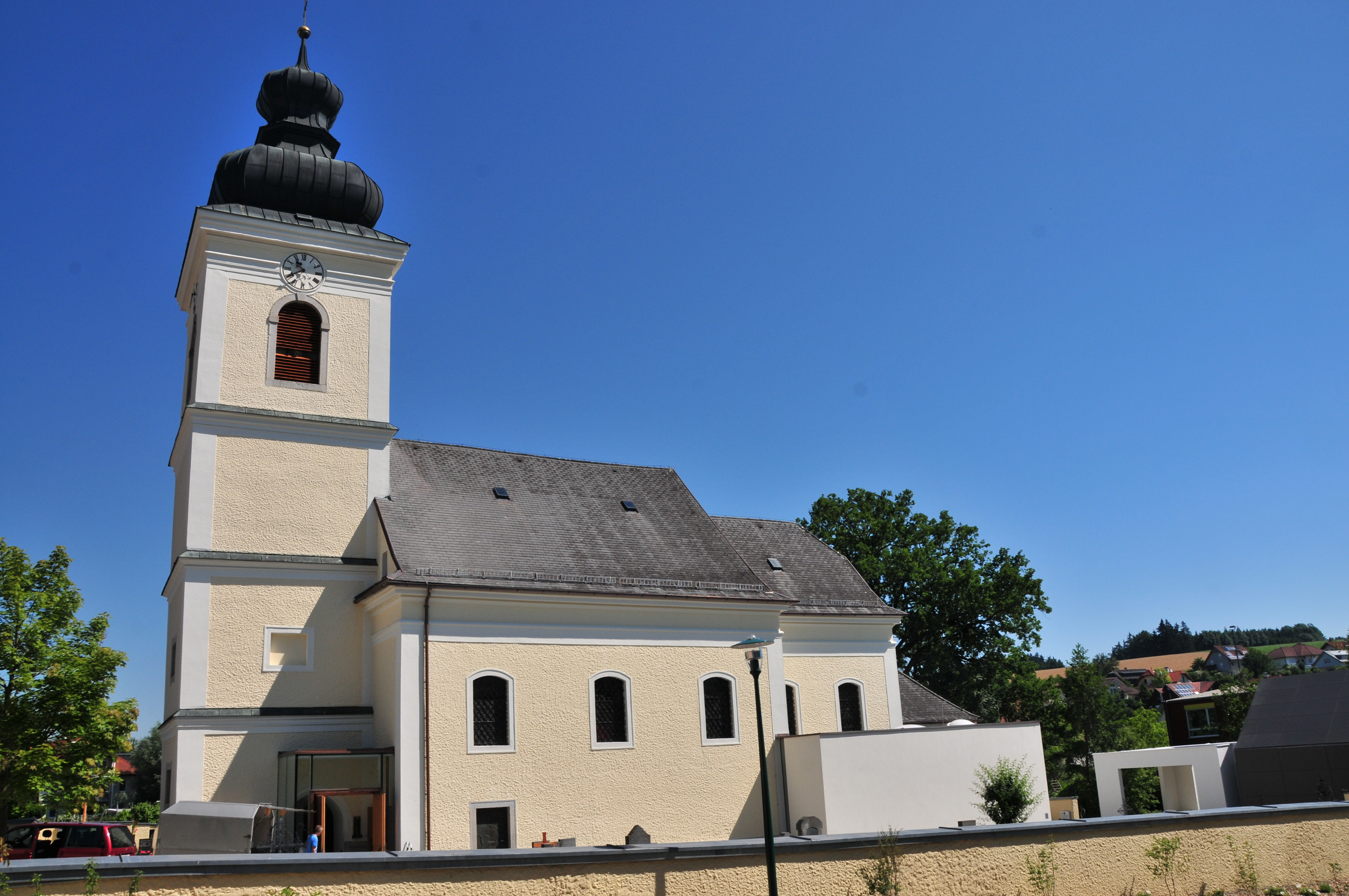
Katholische Pfarrkirche hl. Stephanus in Krenglbach

Die römisch-katholische Pfarrkirche Krenglbach steht in der Gemeinde Krenglbach im Bezirk Wels-Land in Oberösterreich. Sie ist dem heiligen Stephanus geweiht und gehört zum Dekanat Wels in der Diözese Linz. Das Bauwerk steht unter Denkmalschutz (Listeneintrag).

## Geschichte
Die Kirche wird 985 erstmals urkundlich erwähnt. Die spätbarocke Saalkirche wurde um 1777 errichtet. 2011 erfolgte eine Neugestaltung des Kircheninneren.

## Architektur
Kirchenäußeres
Die Kirche ist eine spätbarocke Saalkirche. Der mächtige spätgotische Kirchturm hat einen barocken Zwiebelhelm.
Kircheninneres
Über dem Langhaus ist eine Flachdecke. Daran schließt ein eingezogener, zweijochiger Chor mit geradem Abschluss an. Über dem Chor ist Kreuzgewölbe.

## Ausstattung
Die Ausstattung ist neobarock. An der Westempore ist ein Gemälde der „Beweinung Christi“. Es handelt sich hierbei um eine Kopie nach Anthonis van Dyck. Der Rahmen stammt aus den 1720er Jahren. Im Langhaus hängt eine qualitativ hochwertige Kopie der „Verkündigung“. Es wurde von einem Maler, der Jakob Jordaens nahestand, um 1630 gemalt. Der Rahmen stammt aus der Mitte des 18. Jahrhunderts. Der Taufstein mit einer figuralen Gruppe der „Taufe Christi“ wurde 1613 geschaffen. In der Sakristei ist eine barocke Krippe aus dem 1710er Jahren. Sie ist durch einen vorzüglichen, reich geschnitzten Glasschrein aus der Bauzeit der Krippe geschützt.